# 莫干山140号
莫干山140号又名浙西特委旧址，位於浙江省湖州市德清縣莫干山景區境內。
莫干山140号由东方汇理银行建于1920年代，位于上横路，平面采用45°构图特征。
2006年5月，莫干山140号作为莫干山別墅群的一部分，被國務院列為第六批全國重點文物保護單位。

## 外部連結
- 莫干山